# Anselm Schramb
Anselm Schramb (* 15. September 1658 in St. Pölten; † 20. Dezember 1720 in Melk) war ein österreichischer Benediktinermönch, Historiker, Philologe und Bibliothekar.
Er trat 1676 in das Benediktinerstift Melk ein. Nach seiner Profess studierte in Wien und Salzburg Theologie und Kirchenrecht. 1683 erhielt er die Priesterweihe. 1694 begann er mit Vorlesungen am Institutum Theologicum seines Klosters und blieb bis 1715 im Lehrbetrieb tätig. Er gehörte zum Kreis gelehrter Mönche um die Patres Bernhard und Hieronymus Pez.
Schramb erlangte einen Bekanntheitsgrad in Gelehrtenkreisen durch das Chronicon Mellicense und die so genannte Antilogia-Affäre. Das Chronicon – eine Klostergeschichte von Melk – gilt als eines der ersten historischen Werke Österreichs. Schramb arbeitete nach dem Vorbild der französischen Benediktiner der Maurinerkongregation, die für ihre rigorose Quellenforschung bekannt waren. In Melk konnte er sich auf die Zusammenarbeit mit dem Stiftsarchivar Philibert Hueber stützen, und so entstand von 1688 bis 1702 das Chronicon; es ist bis heute in vielen Klosterbibliotheken und internationalen Großbibliotheken erhalten. Die Antilogia-Affäre war ein Vorrangsstreit, den Schramb mit dem gelehrten Augustiner-Chorherren Augustin Erath führte. Schramb vertrat das höhere Alter für Melk, Erath für das Stift Klosterneuburg.  Die Debatte wurde schließlich am 13. Juli 1717 durch die Indexkongregation beendet, als sie sowohl Schrambs Antilogia als auch Augustin Eraths Commentarius verbot und generelles Schweigen über diese Kontroverse anordnete.